# Scop TI
Scop Ti (Société Coopérative Ouvrière Provençale de Thés et Infusions) ist eine 2014 gegründete Arbeiterkooperative zur Teeherstellung im südfranzösischen Gémenos.
Das Unternehmen entstand 2014 aus der vierjährigen Betriebsbesetzung der traditionsreichen Teefabrik Fralib durch ihre Arbeiter. Die Fabrik gehörte dem Unilever-Konzern; dieser wollte die Produktion 2010 einstellen und an günstigere Standorte verlagern. Die Arbeiter besetzten daraufhin 1336 Tage lang ihre Fabrik, gründeten die Genossenschaft Scop Ti  – zusammengesetzt aus Societé Coopérative de Production und Tee – und übernahmen am Ende selbst ihren Betrieb. Seitdem produzieren sie verschiedene Tees, beispielsweise den „1336“,  benannt nach den 1336 Tagen Kampf um ihre Fabrik. Der Tee ist aus regionalem, biologisch nachhaltigem Anbau.
Die Arbeitnehmer halten mindestens 51 Prozent des Aktienkapitals und besitzen 65 Prozent der Stimmrechte. Sie bestimmen über die Strategie und sind damit als Unternehmenseigner für die Geschicke des Betriebs selber verantwortlich. Es gilt die 35-Stunden-Woche. Die Beschäftigten arbeiten an vier Tagen in der Woche, in zwei Schichten, weniger als früher.

## Rezeption

### Medien
Die Dokumentarfilmerin Laura Coppens drehte 2019 den Film Taste of Hope über Scop Ti. In der Dokumentation Zeit für Utopien von Kurt Langbein wird die Geschichte und das Selbstverständnis von Scop Ti ausführlich vorgestellt. Claude Hirsch drehte für Labournet.tv bereits zwei Dokumentarfilme über die Fabriksbesetzung, Pot de Thé - Pot de Fer über die Entwicklungen im Betrieb bis zur Besetzung und 1336 Tage. Höhen, Tiefen, aber immer aufrecht über die Zeit der Betriebsbesetzung und die erfolgreiche Gründung der Genossenschaft.

### Sonstiges
Am 4. Juni 2015 eröffnete der französische Präsident François Hollande die Produktionsstätte von Scop Ti. Während seiner Amtszeit wurden die 1336-Tees beim Empfang von Staatsgästen im Elysée-Palast serviert. Seit 2016 warb auch der Bürgermeister von Teltow bei Berlin, Thomas Schmidt, für die Tees der Genossenschaft.